# Ralph Louis Cohen
Ralph Louis Cohen (1952) é um matemático estadunidense, especialista em topologia algébrica e topologia diferencial.

## Educação e carreira
Cohen obteve o bacharelado em 1973 na Universidade de Michigan e o Ph.D. em 1978 na Universidade Brandeis, orientado por Edgar H. Brown, com a tese On Odd Primary Stable Homotopy Theory. No pós-doutorado foi instrutor na Universidade de Chicago, sendo depois professor assistente de matemática na Universidade Stanford em 1980, tornando-se em 1983 professor associado e em 1987 professor pleno.
Foi palestranteconvidado do Congresso Internacional de Matemáticos em Varsóvia (1983). Em 2011 foi eleito fellow da American Mathematical Society.

## Publicações selecionadas
- The Immersion Conjecture for Differentiable Manifolds, Annals of Mathematics, vol. 122, 1985, pp. 237–328. JSTOR 1971304
- The topology of rational functions and divisors of surfaces, com F. Cohen, B. Mann e R.J. Milgram, Acta Mathematica 166  (1991), 163-221
- com J.D.S. Jones e Graeme Segal: Floer's infinite dimensional Morse theory and homotopy theory, in: The Floer Memorial Volume, Birkhäuser Verlag, Progress in Mathematics 133, 1995, pp. 297–325. doi:10.1007/978-3-0348-9217-9_13
- com Graeme Segal, Ernesto Lupercio: Holomorphic curves in loop groups and Bott periodicity, Asian Journal of Mathematics, vol. 3, 1999, pp. 801–818. doi:10.4310/SDG.2002.v7.n1.a4
- A homotopy theoretic realization  of string topology, (com J.D.S Jones) Math. Annalen, vol. 324, 773-798 (2002)
- com John D.S. Jones: Gauge theory and string topology, Arxiv 2013
- com Kathryn Hess, Alexander A. Voronov: String Topology and Cyclic Homology, Birkhäuser 2006[3]
- com Gunnar Carlsson: The What, Where and Why of Mathematics. A handbook for Teachers. 1991.
- com Gunnar Carlsson: Topics in Algebra. 1999.